# Listă de cutremure în Costa Rica
Aceasta este o listă a cutremurelor din Costa Rica.

## Listă
| Data                    | Epicentru                                                           | Magnitudine | Intensitate      | Adâncime | Note                                     | Morți |
| ----------------------- | ------------------------------------------------------------------- | ----------- | ---------------- | -------- | ---------------------------------------- | ----- |
| 1910-05-04              | Cartago                                                             | 6.4         | VIII. Destructiv |          | [ 1 ]                                    | 700   |
| 1966-04-09              |                                                                     | 5.7         | VI. Puternic     |          | [ 2 ]                                    |       |
| 1974-02-28              |                                                                     | 5.8         | VI. Puternic     |          | [ 2 ]                                    |       |
| 1990-03-25 13:22:55 UTC | 9°55′08″N 84°48′29″W / 9.919°N 84.808°V                             | 7.0         | IX. Violent      | 22 km    | 60 clădiri distruse în regiunea San José | 1     |
| 1990-04-28              |                                                                     | 5.9         | VI. Puternic     |          | [ 2 ]                                    |       |
| 1991-04-22 21:56:51 UTC | 9°41′06″N 83°04′23″W / 9.685°N 83.073°V                             | 7.6         | X. Intens        | 10 km    | 109 răniți, 7,439 fără case."            | 125   |
| 1996-09-04              |                                                                     | 5.8         | VI. Puternic     |          | [ 2 ]                                    |       |
| 1999-08-20 10:02:21 UTC | 9°02′N 84°09′W / 9.04°N 84.15°V                                     | 6.9         | VIII. Destructiv | 20 km    | [ 5 ]                                    |       |
| 2004-11-20 08:07:21 UTC | 9°34′52″N 84°13′41″W / 9.581°N 84.228°V                             | 6.4         | VIII. Destructiv | 16 km    | [ 6 ]                                    | 8     |
| 2009-01-08 19:21:34 UTC | 10°11′49″N 84°09′32″W / 10.197°N 84.159°V 30 km în nordul San José  | 6.1         | VIII. Destructiv | 4.5 km   | [ 7 ]                                    | 40    |
| 2012-09-05 14:42:10 UTC | 10°07′12″N 85°20′49″W / 10.119900°N 85.347000°V 11 km est de Nicoya | 7.6         | X. Intens        | 40.8 km  | [ 8 ]                                    |       |
| 2012-10-24 00:45:34 UTC | 10°07′16″N 85°18′50″W / 10.121001°N 85.314004°V                     | 6.6         | VIII. Destructiv | 20.1 km  | [ 9 ]                                    |       |